# Trofeo Lagarto de Jaén
El Trofeo Lagarto de Jaén es un torneo amistoso que organiza el club Real Jaén CF. Fue creado en el verano de 2009, para respaldar la declaración de la Leyenda del Lagarto de Jaén como Tesoro del Patrimonio Cultural Inmaterial de España y su posterior candidatura a Patrimonio Cultural Inmaterial de la Humanidad ante la UNESCO.
La I edición la disputaron el Real Jaén y la UD Almería el día 4 de agosto de 2009 en el Nuevo Estadio La Victoria, con resultado de 0-2 a favor del conjunto almeriense gracias a los goles de Fernando Soriano y Pablo Piatti.

## Finales
- Nota: En caso de empate, el equipo de la izquierda ganó por penaltis. 
| Edición | Año  | Campeón    | Subcampeón | Marcador |
| ------- | ---- | ---------- | ---------- | -------- |
| I       | 2009 | UD Almería | Real Jaén  | 2-0      |